# جايسون بلامر
جايسون بلامر (بالإنجليزية: Jason Plummer) هو سباح أسترالي، ولد في 3 مارس 1969.

## وصلات خارجية
- جايسون بلامر على موقع الاتحاد الدولي للسباحة (الإنجليزية)
- جايسون بلامر على موقع SwimRankings.net (الإنجليزية)
- جايسون بلامر على موقع اللجنة الأولمبية الدولية (الإنجليزية)
- جايسون بلامر على موقع أوليمبيديا (الإنجليزية)
- جايسون بلامر على موقع اللجنة الأولمبية الأسترالية (الإنجليزية)
- جايسون بلامر على موقع اتحاد ألعاب الكومنولث (مؤرشف) (الإنجليزية)